# Croácia nos Jogos Olímpicos de Verão de 2024
Croácia participou dos Jogos Olímpicos de Verão de 2024, realizados em Paris, na França. Foi a nona aparição consecutiva do país nos Jogos Olímpicos de Verão desde a estreia em Barcelona 1992, sendo representado por 73 atletas que competiram em 15 esportes.
Conquistou sete medalhas, duas delas de ouro, com Barbara Matić na categoria até 70 kg feminino do judô e com os irmãos Valent e Martin Sinković no dois sem masculino do remo; duas medalha de prata, com Donna Vekić nas simples femininas do tênis e com a seleção masculina de polo aquático; e três bronzes, com Miran Maričić, Sandra Elkasević e Lena Stojković.

## Medalhas
| Atleta | Esporte       | Evento                        | Medalha |
| --- | ------------- | ----------------------------- | ------- |
| Barbara Matić | Judô          | Até 70 kg feminino            | Ouro    |
| Valent Sinković Martin Sinković | Remo          | Dois sem masculino            | Ouro    |
| Donna Vekić | Tênis         | Simples feminino              | Prata   |
| - Marko Bijač Rino Burić Loren Fatović Luka Lončar Maro Joković Luka Bukić Ante Vukičević Marko Žuvela Jerko Marinić Kragić Josip Vrlić Matias Biljaka Konstantin Kharkov Toni Popadić | Polo aquático | Masculino                     | Prata   |
| Miran Maričić | Tiro          | Carabina de ar 10 m masculino | Bronze  |
| Sandra Elkasević | Atletismo     | Lançamento de disco feminino  | Bronze  |
| Lena Stojković | Taekwondo     | Até 49 kg feminino            | Bronze  |

## Competidores
Esta foi a participação por modalidade nesta edição:
| Esporte       | Masculino | Feminino | Total |
| ------------- | --------- | -------- | ----- |
| Atletismo     | 4         | 5        | 9     |
| Boxe          | 1         | 0        | 1     |
| Canoagem      | 1         | 1        | 2     |
| Ciclismo      | 1         | 0        | 1     |
| Ginástica     | 2         | 0        | 2     |
| Handebol      | 14        | 0        | 14    |
| Judô          | 1         | 2        | 3     |
| Natação       | 2         | 1        | 3     |
| Polo aquático | 13        | 0        | 13    |
| Remo          | 5         | 0        | 5     |
| Taekwondo     | 2         | 1        | 3     |
| Tênis         | 2         | 2        | 4     |
| Tênis de mesa | 3         | 1        | 4     |
| Tiro          | 3         | 0        | 3     |
| Vela          | 4         | 2        | 6     |
| Total         | 58        | 15       | 73    |